# Albert Brachet
Albert Brachet, född den 1 januari 1869 i Liège, död den 27 december 1930 i Bryssel, var en belgisk professor i embryologi och anatomi vid Bryssels universitet.

## Biografi
Brachet började studera vid universitetet i Liège. Första året läste han en kurs i zoologi och embryologi, given av Édouard van Beneden, vid vars laboratorium han arbetade ett år 1887–1888. Året efter blev han preparatör i histologi hos professor Auguste Swaen, samtidigt som han studerade medicin. Vid 25 års ålder, i juli 1894, blev Brachet medicine doktor vid universitetet i Liège. Under de följande åren studerade han utomlands, dels i Edinburgh, dels i Tyskland.
Brachet invaldes som utländsk medlem i The Royal Society år 1928. Han var medlem av Akademierna för vetenskap och medicin i Belgien, korresponderande medlem av Institut de France (1918), Academie de Medecine de Paris, R. Academia dei Lincei, vetenskapsakademierna i Kraków och Oslo och utländsk medlem av Zoological Society of London. Han var hedersdoktor vid universiteten i Paris, Strasbourg, Lyon och Genève. 